# Michaela M. Özelsel
Michaela Mihriban Özelsel (* 9. Dezember 1949 in Kiel; † 19. August 2011 in Frankfurt (Main)) war eine Psychologin und Sachbuchautorin.

## Leben und Werk
Michaela Mihriban Özelsel (geb. Jantzen) wurde in Kiel geboren, wuchs aber weitgehend in der Türkei auf. Nach dem Abitur an der Deutschen Schule Istanbul studierte sie Psychologie an der University of North Carolina und promovierte an der Johann Wolfgang Goethe-Universität Frankfurt am Main in klinischer Psychologie mit dem Thema Psychosomatische Erkrankungen türkischer Arbeitnehmer.
Özelsel war in Forschung und Lehre auf dem Gebiet der Ethnotherapie tätig. Außerdem war sie Aus-, Fort- und Weiterbilderin in Verhaltenstherapie sowie Referentin zum Thema Islam und Sufitum. Sie war aktiv im interreligiösen Dia- und Trialog.
Özelsel erhielt in den 1980er Jahren den Titel "Dozentin an der University of Maryland, European Division", als Voraussetzung für die Unterrichtung US-amerikanischer Soldaten in Aschaffenburg.

## Schriften
Bücher
- Gesundheit und Migration - Eine psychologisch-empirische Untersuchung an Deutschen sowie Türken in Deutschland und in der Türkei, Profil-Verlag, 1990
- Pilgerfahrt nach Mekka - Meine Reise in eine geheimnisvolle Welt, Herder, 2005; Maurer, Frankfurt 2014, ISBN 978-3-929345-66-7; auch ins Türkische und Niederländische übersetzt
- 40 Tage, Diederichs, München 1993, 1995; Rowohlt, Reinbek 1995; Maurer, Freiburg 2005; Maurer, Frankfurt 2013, ISBN 978-3-929345-64-3

Andere Texte
- "Rumi Resonates Through the Ages" Rumi & his sufi path of love - The Light 2006 (englisch)
- "Sinn und Unsinn therapeutischer Standard-Maßnahmen im interkulturellen Kontext - Türkische Migranten der Erst-Generation: Betrachtungen aus der Praxis"; Psychotherapeutische Praxis, 3 (3), 130 – 135, Göttingen, 2003
- "Heilsame Trance" Esotera 2/98
- "Therapeutische Aspekte des Sufitums - Schamanisches und Islamisches "; Ethnopsychologische Mitteilungen, 4/2, 1995
- "Die andere Mentalität" Verhaltenstherapie und psychosoziale Praxis 3/94
- "Frauen im Islam - In der Tradition und heute. Betrachtungen aus kulturanthropologischer Perspektive "; Dialog der Religionen, 2–92; Chr. Kaiser Verlag
- "Die spirituelle Osmose - Sufische Betrachtungen zur Meister-Schüler Beziehung" Dialog der Religionen, 6. Jahrg. Heft 2
- "Die Psychologie Rumis (deutsch)" - "Hz. Mevlâna'nın Güncelliği (Türkçe)"

Andere Texte auf Türkisch
- "Halvet" Aktüel Dergisi 2006
- "Sohbet - Ayhan Songer", Türkiye, 25 Ekim 1992 Pazar.